# 핑거5
핑거파이브(フィンガー5)는 일본의 팝그룹으로, 오키나와인인 타마모토 형제인 카즈오, 미츠오, 마사오, 아키라, 그리고 여동생인 타에코가 멤버로 있다. 그들의 최고 기록음반은 "사랑의 다이얼 6700 (恋のダイヤル6700 - Love Call 6700)"이다.